# Життя після нього
«Життя після нього» («Après lui») — французька кінодрама 2007 року, знята режисером Гаелем Морелєм, з Катрін Денев у головній ролі.

## Сюжет
Син Камілли гине в автомобільній катастрофі, і все її життя перевертається. Єдиною людиною, до якої Камілла може звернутися за підтримкою, виявляється Франк, винний у смерті її сина Матьє. Інтерес Камілли до Франка незабаром переростає в хворобливу ману.

## У ролях
- Катрін Денев — Камілла
- Тома Дюмерше — Франк
- Гі Маршан — Франсуа
- Елоді Буше — Лора
- Еллі Медейрос — Пауліна
- Луї Рего — батько Франка
- Адрієн Жоліве — Матьє
- Салім Кеш'юш — роль другого плану
- Аміна Меджубі — мати Франка
- Жюльєн Оноре — письменник
- Саша Аллієль — брат Франка
- Габріелла Форест — роль другого плану
- Поль Морель — роль другого плану
- Магалі Бона — роль другого плану
- Вера Бріоле — роль другого плану
- Катаріна Валленштейн — Марія

## Знімальна група
- Режисер — Гаель Морель
- Сценаристи — Гаель Морель, Крістоф Оноре
- Оператор — Жан-Макс Бернар
- Композитор — Луї Склаві
- Продюсери — Лоран Лаволе, Ізабель Пражьє